# Ниссельсон, Александр Ефремович
Александр Ефремович (Шахна-Шолом Хаимович) Ниссельсон (1856, Российская империя — 1909, Российская империя) — русский архитектор.

## Биография
В 1887 году окончил Императорскую Академию Художеств в Петербурге со званием классного художника архитектуры 3-й степени. Занимался частной практикой в Москве.
В 1901 году «за особые труды и заслуги, оказанные при возведении нового здания московской консерватории» получил орден Святого Станислава 3-й степени.
Скончался 24 ноября 1909 от воспаления почек и был похоронен на кладбище Алексеевского женского монастыря.

## Проекты и постройки
- Особняк на ул. Малая Дмитровка, 12 (1893);
- Здание Московская государственная консерватория имени П. И. Чайковского на Большой Никитской улице, 13 (по проекту академика В. П. Загорского; 1895—1901);
- Здание Московского международного торгового банка (1897—1898).